# Max Weber (político)
Max Weber (Zúrich, 2 de agosto de 1897 - Berna, 2 de diciembre de 1974) fue un economista, dirigente sindical y político suizo, miembro del Partido Socialista (PS).
Fue elegido siete veces diputado del Consejo Nacional, la cámara baja de la Asamblea Federal de Suiza, y ocupó el cargo ininterrumpidamente desde el 4 de diciembre de 1939 hasta el 31 de diciembre de 1951, y posteriormente desde el 5 de diciembre de 1955 hasta el 28 de noviembre de 1971.
El 13 de diciembre de 1951 fue elegido miembro del Consejero Federal, donde dirigió el Departamento de Finanzas y Aduanas desde el 1 de enero de 1952 hasta el 31 de diciembre de 1953. Dimitió de su escaño el 31 de enero de 1954, después de que se hubiera rechazado su propuesta de reforma financiera federal en un referéndum celebrado el 6 de diciembre de 1953.
Partidario de una economía socialista de mercado, Weber impulsó la adopción de políticas económicas activas por parte de la Confederación y tuvo una gran influencia en el programa y la línea del Partido Socialista Suizo, que abandonó definitivamente de la lucha de clases en las décadas de 1950 y 1960.

## Biografía

### Familia, estudios y profesión
Max Weber nació en Aussersihl, un barrio obrero de Zúrich. Era hijo de Friedrich Weber, maestro de escuela, y de Ida Barbara Schrämli. Aunque perdió a sus padres a una edad temprana, pudo graduarse con éxito en la escuela cantonal de Zúrich. Cursó estudios de Derecho y Economía en las universidades de Ginebra y Zúrich, donde se doctoró en 1919. Realizó estancias de estudios en París, Londres y Estados Unidos. Su compromiso político comenzó en su época de estudiante, en el grupo estudiantil socialista y en el consejo estudiantil. En 1919 se afilió al Partido Socialista Suizo (PS) y en 1921 fue nombrado redactor del diario socialista St. Galler Volksstimme.

### Política cantonal y actividad sindical
En 1923 fue elegido diputado en el Gran Consejo de San Galo. Inspirado por el socialismo religioso y el pacifismo de Leonhard Ragaz, desde su época de estudiante militaba contra la violencia y el militarismo, razón por la que se negó a hacer el servicio militar en 1930, lo que le valió la etiqueta de «traidor a la patria» a ojos de los políticos burgueses de la época.
En 1926 fue nombrado secretario de la Unión Sindical Suiza (USS), para la que también trabajó como asistente de investigación en temas económicos. Contribuyó de manera determinante, junto con Hans Oprecht, a la reorientación de la USS y de todo el movimiento sindical, abandonando la lucha de clases que propugnaba el ala izquierda del PS para acercarse a la socialdemocracia reformista. Weber ejerció una gran influencia en los planteamientos económicos del movimiento obrero a través de sus publicaciones y discursos, y también en su condición de redactor de la revista Gewerkschaftliche Rundschau.
En 1934 presentó la «iniciativa de crisis», una iniciativa popular de corte keynesiano para combatir la crisis económica y sus efectos, que fue rechazada en el referéndum del 2 de junio de 1935. Weber fue también una de los promotores del denominado Movimiento de las Líneas Directrices, que tenía como objetivo constituir un nuevo movimiento situado en el centro del espectro político para hacer frente al fascismo mediante la conformación de una alianza entre obreros, empleados y agricultores, y particularmente entre el PS y las fuerzas liberales de izquierda. Defendió con vehemencia el sistema democrático suizo contra el fascismo y, por tanto, se enfrentó también al ala revolucionaria del PS, partidaria de la lucha de clases. En este contexto, fue uno de los fundadores del periódico Die Nation y de la Acción de Resistencia Nacional.
Weber mantuvo un enfrentamiento con Konrad Ilg, dirigente de la Federación Suiza de Trabajadores de la Metalurgia y la Relojería (SMUV/FTMH/FLMO) que había impulsado un acuerdo de paz entre sindicatos y patronal, a cuenta de la estrategia que debía seguir el movimiento sindical para combatir el fascismo. Por este motivo, Weber dimitió de su cargo en la secretaría de la USS y asumió la presidencia de la Federación Suiza de Trabajadores de la Construcción y la Madera (BHV/FOBB/FLEL) en 1940. En 1944 pasó a dirigir la Unión Suiza de Cooperativas, cargo que ocupó hasta 1951.
Dentro de su faceta de economista, Weber se especializó en banca. Fue uno de los fundadores del Banco Central Cooperativo, y en 1934 se incorporó al consejo de administración del Banco Popular Suizo, que en aquel momento atravesaba una grave crisis. En 1943 fue nombrado miembro del consejo del Banco Nacional Suizo.

### Consejo Nacional
En 1939 fue elegido miembro del Consejo Nacional, donde permaneció hasta 1951, año en que fue elegido miembro del Consejo Federal. También lo fue desde 1955 hasta 1971.
Entre otros asuntos, formuló las bases del régimen de compensación salarial para los miembros del ejército suizo, que entró en vigor en 1940, y presentó una moción para la creación del Seguro de Vejez y Supervivencia (AHV/AVS). En 1945 formó parte de la delegación suiza que negoció con la misión aliada Currie la reorientación económica de Suiza tras el final de la guerra. En 1948 fue nombrado profesor asociado de Economía en la Universidad de Berna. 

### Consejo Federal
Después de que Ernst Nobs, primer Consejero Federal del PS, anunciara su dimisión en 1951, en el seno del partido se plantearon dos posibles candidatos: Max Weber y Hans Oprecht. En un principio, Weber declinó la propuesta por motivos personales, pero luego reconsideró su decisión. Finalmente, Weber acabó imponiéndose a Oprecht gracias al apoyo de la USS. Su candidatura suscitó especial controversia en el sector de la derecha burguesa, ya que en 1931 había sido condenado a ocho días de prisión (y expulsado del ejército) por objetor de conciencia. No obstante, con los 133 votos que obtuvo, superó fácilmente la mayoría absoluta requerida en la primera vuelta. Fue elegido miembro del Consejo Federal el 13 de diciembre de 1951 y se hizo cargo del Departamento de Finanzas y Aduanas.
Anunció inesperadamente su dimisión el 8 de diciembre de 1953, después de que la ciudadanía hubiera rechazado dos días antes en referéndum su proyecto de reforma financiera. Dejó el cargo el 31 de enero de 1954 y fue sustituido por Hans Streuli. La crisis en el Gobierno suizo que provocó su dimisión condujo a la adopción de la denominada «fórmula mágica» en 1959.

### Vuelta al Consejo Nacional
Max Weber regresó a la vida política al ser reelegido miembro del Consejo Nacional en 1955, donde permaneció hasta 1971. Apoyó la adhesión de Suiza al Consejo de Europa y fue observador (desde 1961) y luego miembro de su Asamblea Parlamentaria (1963-1968). Al mismo tiempo, reanudó la docencia en la Universidad de Berna e impartió clases en la Universidad de Basilea.

### Jubilación
Ya jubilado, continuó publicando artículos económicos en la prensa socialista y acudía regularmente a la sala de prensa del Palacio Federal. También se preocupó por la formación de los obreros.

## Obras
- Geschichte der schweizerischen Bundesfinanzen (en alemán). Berna: Haupt. 1969.
- Probleme der Sozialpolitik (en alemán). Berna. 1967.
- Die Schweiz und der Ostblock (en alemán). Berna: Lang. 1962.
- Gegenwartsfragen der schweizerischen Wirtschaft (en alemán). Berna: Francke. 1938.